# Indian Councils Act 1909
L'Indian Councils Act 1909, communément appelé réforme Morley-Minto, est une loi adoptée par le Parlement du Royaume-Uni à propos de l'administration du Raj britannique. Elle vise à permettre une légère participation des Indiens à la vie politique de la colonie britannique. En effet, l'acte permet l'élection directe par le peuple de représentants Indiens, parmi lesquels des sièges réservés, à la minorité musulmane, aux conseil impérial et assemblées locales.
L'acte législatif porte ce nom car il a été adopté par le gouverneur général des Indes Lord Minto et le secrétaire d'État à l'Inde John Morley.